# 4252 Godwin
4252 Godwin è un asteroide della fascia principale. Scoperto nel 1985, presenta un'orbita caratterizzata da un semiasse maggiore pari a 2,6544278 au e da un'eccentricità di 0,1393942, inclinata di 13,49628° rispetto all'eclittica.
L'asteroide è dedicato ai fratelli Richard e Robert Godwin.